# Chu-MPM
Il Chu-MPM (中距離多目的誘導弾?, Chū kyori tamoku teki yūdōdan) è un missile multiuso  impiegato nel ruolo anticarro e antinave entrato in servizio nella JGSDf nel 2009. Noto anche come Middle Range Multi-Purpose Missile.
Il missile ha ricevuto inoltre la denominazione ATM-6 durante la fase di sviluppo.

## Sviluppo
Lo sviluppo è iniziato nel 2004, e si è avvalso dell'esperienza ottenuta con i precedenti Type 96 MPMS e Type 01 LMAT. Le principali aziende coinvolte nella realizzazione del progetto sono state Kawasaki Heavy Industries e NEC. L'entrata in servizio è avvenuta ufficialmente nel 2009, ma è divenuto pienamente operativo nei reparti soltanto nel 2011.

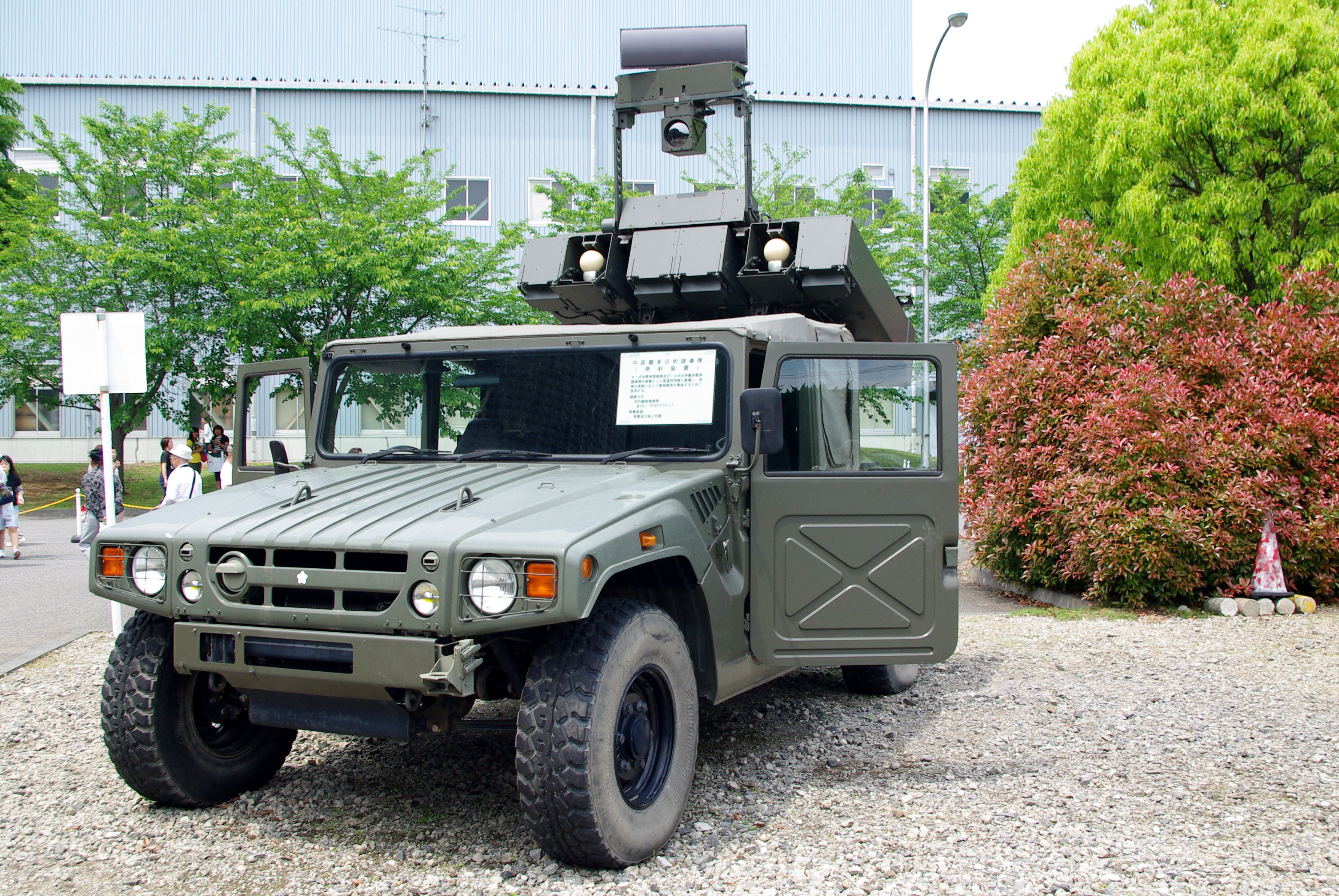
Il sistema completo con il veicolo lanciatore, i 6 canister e il radar.

## Caratteristiche
Il Chu-MPM è un sistema d'arma decisamente interessante per le sue caratteristiche, le capacità e le possibilità di impiego. Il missile è lungo 1,4 m, ha il diametro del corpo centrale di 14 cm, un'apertura alare con le alette estese di 33 cm, e un peso di 26 kg. La spinta è fornita da un motore a razzo a propellente solido che gli consente una gittata di 10-15 km.

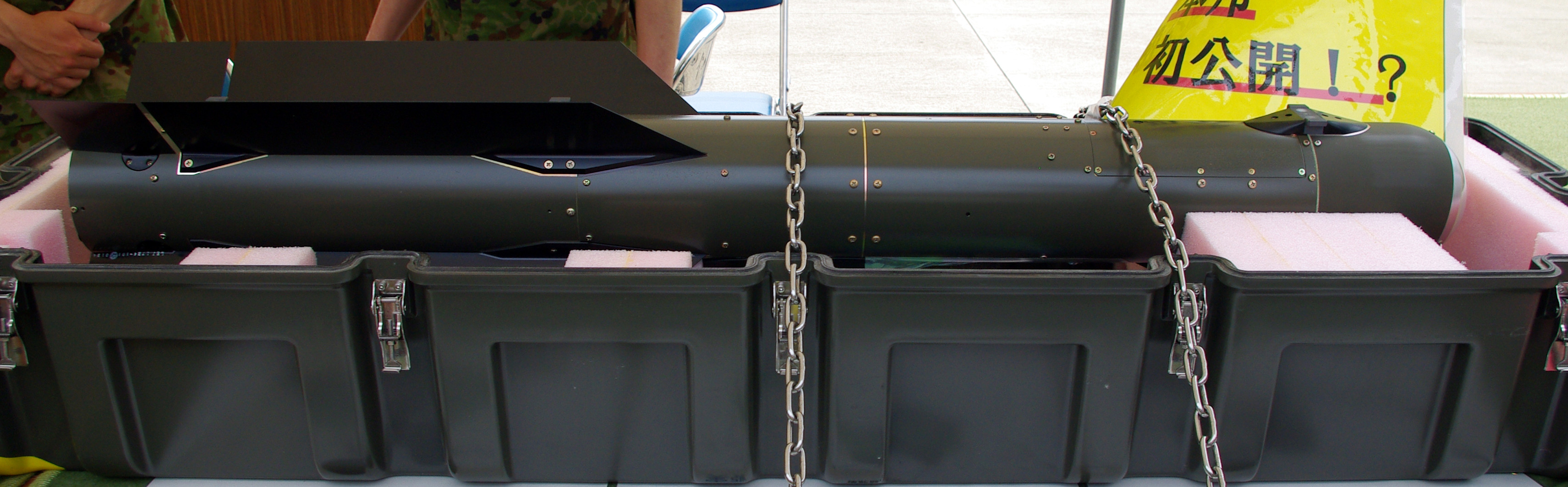
Immagine del corpo del missile con le corte alette.

Il bersaglio è individuato dal veicolo lanciatore attraverso un radar a onde millimetriche, prodotto da NEC, che ha la capacità di ingaggiare più target contemporaneamente, e di lanciare i missili a tiro continuo con un intervallo di tempo di appena un secondo. Il sistema di puntamento prevede anche l'utilizzo di un illuminatore laser montato sul veicolo lanciatore oppure disposto separatamente. 

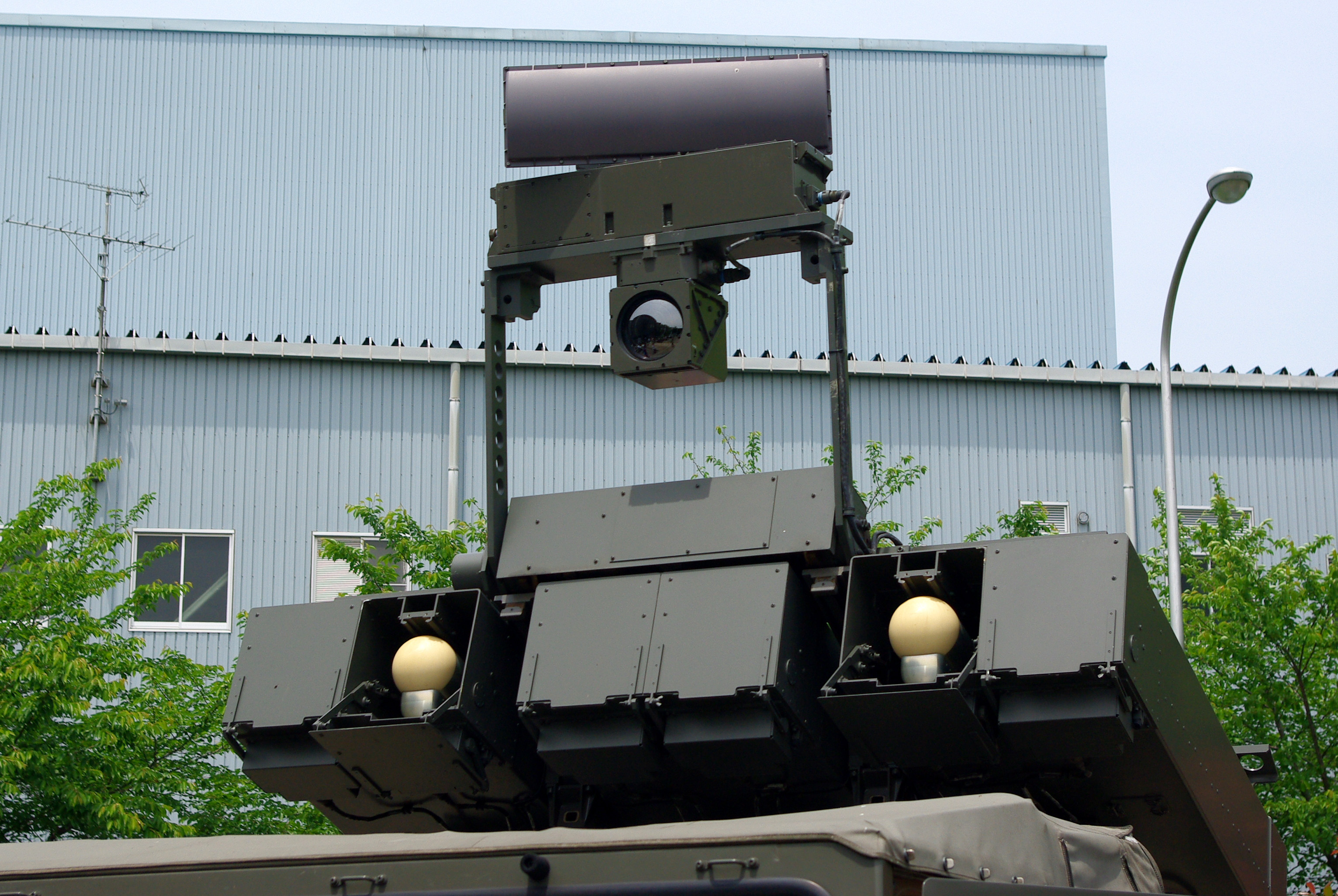
Il radar montato sul veicolo lanciatore.

Il missile dispone di due sistemi di guida: il sistema passivo di tipo fire-and-forget basato su  IIR (Imaging Infrared) e il sistema SALH (Semi Active Laser Homing).

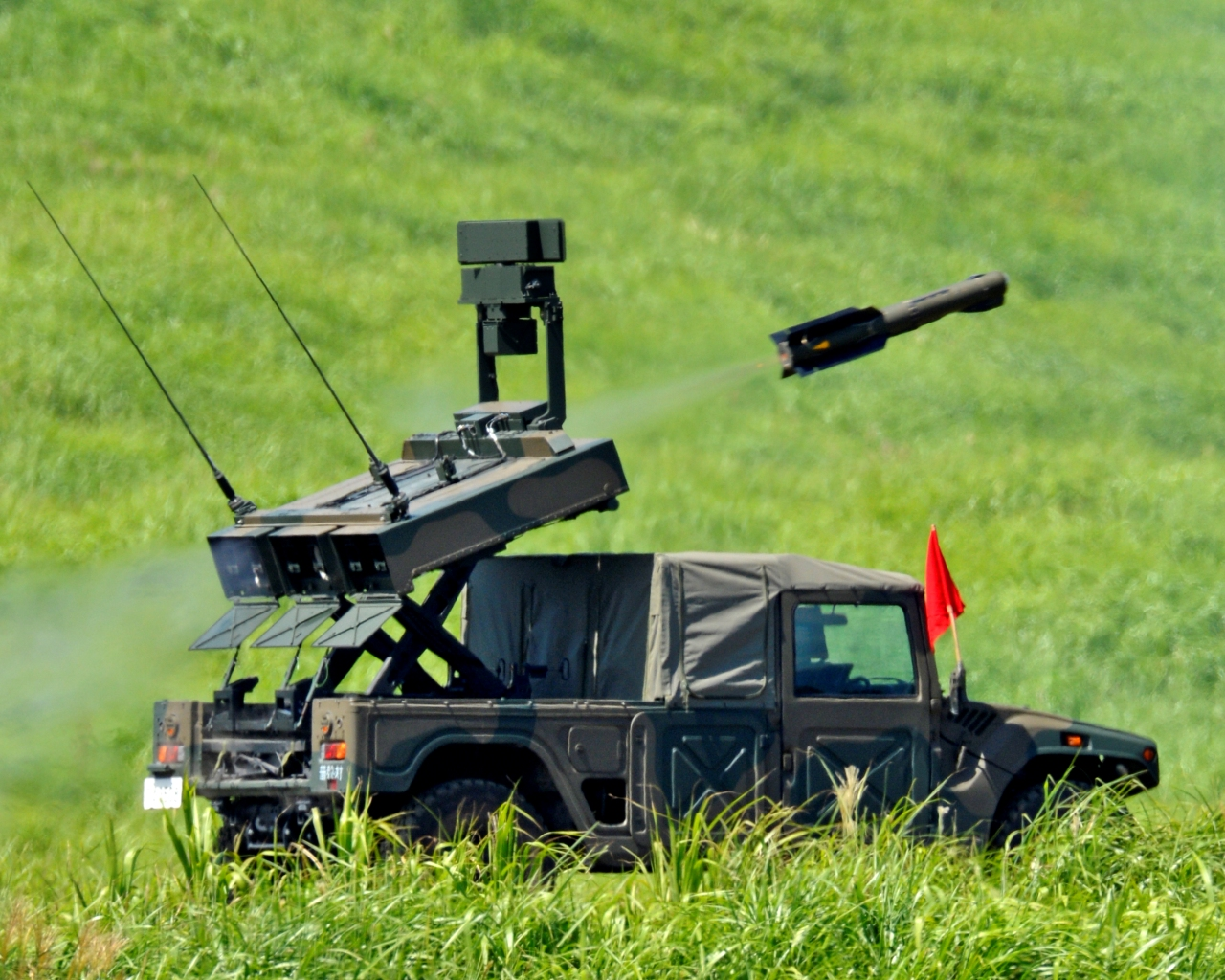
Il veicolo Kōkidōsha effettua il lancio di un Chu-MPM.

La flessibilità del Chu-MPM  è elevata, potendo ingaggiare efficacemente carri armati, veicoli blindati, mezzi anfibi, navi da sbarco ed elicotteri. Il veicolo lanciatore, come nel caso del Type 96 MPMS, è  un automezzo Kōkidōsha, una versione militare del fuoristrada Toyota Mega Cruiser.